# Giovanni Paolo Lasinio
Pour les articles homonymes, voir Lasinio.

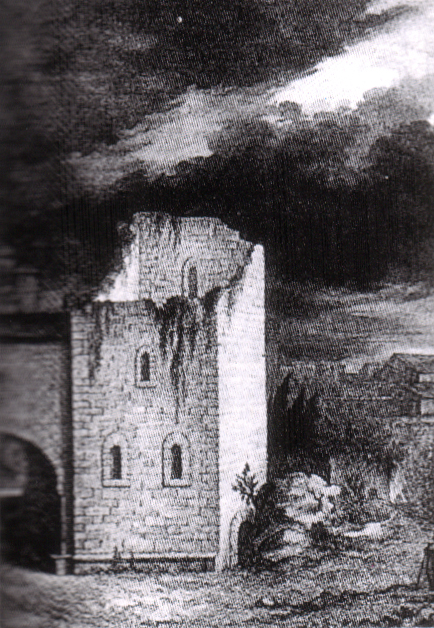
Torre della Muda, Giovanni Paolo Lasinio, gravure, datée de 1865

Giovanni Paolo Lasinio, né le 13 décembre 1789 à Florence et mort le 8 septembre 1855 dans la même ville, est un graveur et un peintre italien.

## Biographie
Giovanni Paolo Lasinio naît le 13 décembre 1789 à Florence.
Il est le fils du graveur Carlo Lasinio. Avec Rossi il grave quarante-quatre planches du Campo Santo à Pise (1832), et participe aux décorations des galeries de Florence et de Turin. Il exécute les plaques pour Monumenti dell'Egitto e de la Nubia (Monuments d'Egypte et de la Nubie) (1833-44) d'Ippolito Rosellini.
Il meurt le 8 septembre 1855 dans sa ville natale.